# قرى فلسطين المهجرة
هو مصطلحٌ يُشير إلى مئات القرى الفلسطينيّة الّتي تمّ تهجير أهلها بعدّة طرق، إمّا قسرًا أو عن طريق التّخويف والحرب النّفسيّة الّتي أدّت بالضّرورة إلى التّأثير على أهالي القرى الباقية للهجرة وترك قراهم. تمّ التّهجير القسريّ والمسلّح على يد المنظّمات الإسرائيليّة عشيّة وبعد النّكبة ومن هذه المنظّمات: الهجاناه، ليحي، إرغون وغيرهم؛ وبذلك دُمِّرت أكثر من 530 قرية فلسطينية. عام 1948، قُتل قرابة 13 ألف فلسطيني، وهُجِّر أكثر من 750 ألفاً من بيوتهم ليصبحوا لاجئين.
يقع العديد من هذه القرى، وهي تلك الواقعة في مرج بن عامر، كان يسكنها المستوطنين بعد الاستيلاء عليها وتهجير أهلها، والادّعاء أنّ جُلّها قد بيعت من عائلات مالكة مثل: عائلة كركبي، فرح وخوري وعائلة سرسك التي أقامت في لبنان.
عقب النّكبة هُجّرت أكثر من أربعمائة قرية فلسطينية من سكانها في حرب 1947-1949. كما دُمّرت معظم المنازل، وهوّدت المساجد والكنائس وأعادوا استخدامها لأغراض أخرى، وجرفت المقابر وطُهّرت عرقيًّا.

هناك ادعاء إسرائيلي يشير إلى أنّ جميع آثار القرى المهجّرة قد ضاعت ووطّن مكانها المستوطنين. لكن، يضحد هذا الادّعاء العديد من الباحثين قائلين أنّه حتى لو كان هذا صحيحًا. فإنّه يعني سرقة الممتلكات لا تمنح سند الملكية للسارق. السجلات والخرائط والوثائق من فترة الاستعمار البريطاني الموثّقة المالكين الأصليين. لكن، إسرائيل تقوم بتوزيع الممتلكات الفلسطينية على المستوطنين الجدد. أمّا اللّافت هناك قرى وبلدات هُجّرت ووطّن مكان الفلسطينيين مستوطنين وهناك قرى بقيت مهجورة ومهجّرة من أصحابها.

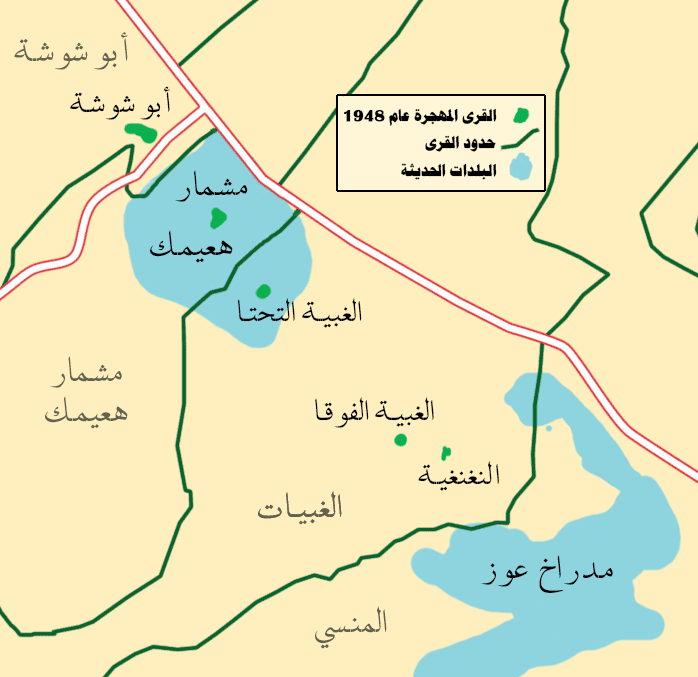
تصوير تاريخي لمنطقة مشمار هعيمك في إسرائيل يُظهر القرى المهجرة عام 1948 مع حدودها.

### تعريف التهجير
هو ممارسة مرتبطة بالتطهير إذ تمارسه اتجاه مجموعة عرقية أو دينية أو فكرية ضد مجموعات عديدة حتّى تخلي أرضها وتستحوذ على ممتلكاتها، ووهبها لفئة أخرى. يعرف القانون الدولي العام التهجير على انه " ممارسة تنفذها حكومات أو قوى شبه عسكرية أو مجموعات متعصبة تجاه مجموعات عرقية أو دينية أو مذهبية بهدف إخلاء أراضٍ معينة وإحلال مجموعات سكّانيّة مكانها.
ويكون التهجير القسري إما مباشرًا بمعنى؛ ترحيل السكان من مناطق سكناهم بالقوة، أو غير مباشر عن إجبار الناس على الرحيل والهجرة، باستخدام وسائل الترهيب، الاضطهاد وتهديد الحياة بالخطر بكافّة الوسائل المادّيّة والمعنويّة. يهدف هذا النّوع من الضّغط إلى تغيير التركيبة السكانية في منطقة معيّنة.
وفق نظام روما الإنساني لـلمحكمة الجنائية الدولية على ان إبعاد السكان أو نقلهم قسريًا، عن طريق ارتكاب هجوم واسع النطاق أو منهجي موجه ضد أية مجموعة من السكان المدنيين يشكل جريمة ضد الانسانية". كما أن المادة 49 من اتفاقية جنيف الرابعة لعام 1949 حظرت النقل القسري الجماعي أو الفردي لألشخاص، أو نفيهم من مناطق سكناهم إلى أراض أخرى، إال في حال أن يكون هذا في صالحهم بهدف تجنيبهم مخاطر النزاعات المسلحة.

## ألوية التهجير
جُلّ القرى الّتي هُجّرت تمركزت في كل من أقضية صفد وعكا وطبريا والناصرة ولم يوطّن مستوطنين في أغلبها. أمّا السّهل السّاحلي وخاصة في ضواحي يافا الّتي أقيم على أنقاضها تل ابيب والعديد من المستوطنات.

## تعداد المهجرين
ويبلغ عدد اللاجئين من هذه المناطق المبنية الآن 110,000 نسمة، أو 3% فقط من إجمالي اللاجئين المسجلين. أكبر القرى المهجرة هي سلامة وبيت دجن. إذ يبلغ عدد سكانها مجتمعة 75,000 نسمة. كما تم بناء عدد من المستوطنات غربي القدس وشمال وجنوب تل أبيب مكان هذه القرى.
ومع ذلك، تمكن ما يزيد عن 90% من لاجئي القرى من العودة إلى المواقع الفارغة. يقع 75% من القرى المهجرة على أراض مملوكة بالكامل للعرب و25% على أراض فلسطينية لليهود حصة فيها.

## القرى المُهجّرة حتّى السّتينات
أدّت الحرب عام 1948 إلى إحداث تغييرٍ سياسي وديمغرافي عميقين، وإلى تغييرٍ مادي دراماتيكي في مشهد البلاد؛ فقد أُفرغت مئات القرى والبلدات الفلسطينية من سُكَّانها، وأقيمت مدن وبلدات جديدة ذات أسماء جديدة مكانها أو على مقربة منها، فيما قامت مؤسسة «الكيرن كييمت» (الصندوق القومي) بتحويل مساحات واسعة من أراضي القرى الفلسطينية إلى غابات حرجية، واستُبدلت الزراعة القروية الفلسطينية التقليدية، لتحل مكانها زراعة عصرية. وقد دمر عدد قليل من القرى الفلسطينية التي تركت مهجورة، لتشهد جراء عمليات تدمير جراء قوى وعوامل الطبيعة، ولكن أيضا أعمال سطو وتدمير مدبرة وغير مدبرة. فقد استمرت عمليات التدمير الموجهة طوال السنوات كجزء من سياسة مستمرة، لها. على سبيل المثال في تدمير بضع عشرات من وجدت تعبيرا قرى الجليل في العام 1949، وتدمير عدد من القرى في منطقة القدس خلال العام 1959. هذه السياسة أقرت من قبل جهات سلطوية (إسرائيلية) عليا، أما عملية هدم القرى وتدميرها فقد جرت بمشاركة جهات عديدة، من ضمنها «الصندوق القومي» ودائرة أراضي إسرائيل والجيش الإسرائيلي ومؤسسات في المقابل قامت السلطات بـ «عبرنة» الخريطة الحضرية- الجغرافية، حيث استبدلت آلاف الأسماء العربية للقرى والبلدات والجبال والوديان وما إلى ذلك، بأسماء عبرية أخذت من مصادر مختلفة أو اختُرعت في الحالات التي لم يتوفر فيها مصدرٌ ملائمٌ.

## القرى المُهجّرة في الجليل الأعلى
عدد القرى المهجّرة في الجليل يبلغ نحو 520 قرية ومدينة، لم تنج سوى اعداد قليلة من البيوت العربية والمساجد والكنائس التي يتمّ انتهاك حرمتها عن طريق تحويلها إلى خمارات وملاه ليلية وحظائر ابقار أو إلى كنس. هنالك ما يقارب 20 قرية مهجرة في قرى الجليل الأعلى والّتي تركزت في القرى اللبنانية اثناء الانتداب البريطانيّ في فلسطين عام 1923 بعد تعديل اتفاقية «سايكس بيكو» بين بريطانيا وفرنسا وبضغط من الحركة الصهيونية من اجل تأمين منابع المياه لـ«الوطن القومي اليهودي» الذي كانوا يخططون لانجازه في تلك المرحلة المبكرة. من هذه القرى اللّبنانيّة الأصل نذكر: المالكية، قدّس، هونين، النبي يوشع، صلحة، فارة، طربيخا، النبي روبين، أدميت، حنيتا، النواقير، سروح، الجردية، الهراوي.

### القرى المُهجّرة الّتي تمّ تهويدها
قامت الحركة الصهيونية بتحوير الأسماء العربية للمقامات والقرى المهجرة ومنح أسماء عبرية مطابقة أو مشابهة للمستوطنات اليهودية المقامة على انقاضها في محاولة لنَسب هذه الاماكن للأصول العبريّة. يسكن هذه القرى العرب واليهود منذ قديم الزمان . كذلك كان هناك تغيير لأسماء المقامات الّتي عُرِفت قبل ال 1948؛ قبور أولياء لأسماء عبريّة؛ مثال على ذلك: الولي الزاهد «أبو حجر الازرق» في اراضي قريتي الفراضية وكفر عنان المهدمتين (على انقاضهما بنيت مستوطنتا «كيبوتس فرود» و "كفار حنانيا [الإنجليزية]") والذي حول بقدرة قادر إلى مقام يهودي سمي بـ«أبا حلفا» وهو يقع تحت شجرة ملول فارعة الطول ضخمة يقال ان عمرها 1800 سنة. وكانت هذه النقطة الفاصلة بين حدود صفد وعكا تعرف بمفرق السبع قبل ان تجيّر إلى مفرق«شيفع» بعد النكبة. كذلك الأمر بالنّسبة لعين الزيتون التي كانت من اغنى قرى قضاء صفد واشتهرت بخصاب وخضرة بساتينها ولم يبق منها سوى مقبرة أصبحت مراعي ومسجد حول إلى مخزن لدائرة الاشغال العامة. تمّ تهجير هذه القرية عن طريق ذبح 26 طفلا ادت إلى ترهيب الاهالي وتهجيرهم. ومن شدة الذعر الذي دب في نفوسهم خرجت النساء حافيات ونسي بعضهن اولادهن في البيوت.

## قائمة القرى المهجرة والمدمرة
تتضمّن هذا الجدول قائمة بالقرى المهجرة حسب المنطقة وقضائها.

### القرى المهجّرة قضاء الجليل
يمتد قضاء الجليل من الحدود اللبنانية وحتى الناصرة وبيسان من ناحية الجنوبيّة، ومن منطقة الحدود السورية وبحيرة طبريا في الاتجاه الشّرقيّ إلى المنطقة الساحلية الممتدة ما بين رأس الناقورة وعكا من النّاحية الغربيّة. يتكوّن ويتألف قضاء الجليل من خمسة أقضية ويضم 162 قرية مدمرة منتشرة كما يلي:

#### قضاءصفد: ويضم 77 قرية مدمرة هي:
| قرى قضاء صفد    |                |              |
| ابل القمح       | البطحة         | البويزية     |
| بيسمون          | تليل           | جاحولا       |
| الجاعونة        | جب يوسف        | الحسينية     |
| الحمراء         | الخالصة        | خان الدوير   |
| خربة كرازة      | خربة المنطار   | الخصاص       |
| خيام الوليد     | الدرباشة       | الدردارة     |
| دلاته           | الدوارة        | ديشوم        |
| الرأس الأحمر    | الزاوية        | الزنغرية     |
| الزوق التحتانى  | الزوق الفوقانى | سبلان        |
| سعسع            | السموعى        | السنبرية     |
| الشوكة التحتا   | الشونة         | صالحة        |
| الصالحية        | صفصاف          | طيطبا        |
| الظاهرية التحتا | العباسية       | عرب الزبيد   |
| عرب الشمالنة    | العريفية       | عكبرة        |
| علما            | العلمانية      | عموقة        |
| عين الزيتون     | غباطية         | غرابة        |
| فارة            | الفراضية       | فرعم         |
| قباعية          | قدس            | قديتا        |
| القديرية        | قيطية          | كراد البقارة |
| كراد الغنامة    | كفر برعم       | لزازة        |
| ماروس           | المالكية       | مداحل        |
| مغر الخيط       | المفتخرة       | ملاحة        |
| المنشية         | المنصورة       | منصور الخيط  |
| ميرون           | الناعمة        | النبي يوشع   |
| هراوي           | هونين          | الويزية      |
| يردا            |                |              |

#### قضاء عكا: ويضم 26 قرية مدمرة هي:
| قرى قضاء عكا |            |          |
| أقرت         | أم الفرج   | البروة   |
| البصة        | تربيخا     | التل     |
| خربة جدين    | خربة عربين | الدامون  |
| دير القاسي   | الرويس     | الزبيب   |
| سحماتا       | سروح       | السميرية |
| عرب السمنة   | عمقا       | الغابسية |
| الكابري      | كفر عنان   | كويكات   |
| معار         | المنشية    | المنصورة |
| النبي روبين  | النهر      |          |

#### قضاء طبريا: ويضم 26 قرية مدمرة هي:
| قرى قضاء طبرية      |          |             |
| حدثا                | حطين     | الحمة       |
| خربة الوعرة السوداء | الدلهمية | سمخ         |
| السمرا              | السمكية  | الشجرة      |
| الطابغة             | العبيدية | عولم        |
| غوير أبو شوشة       | كفر سبت  | لوبيا       |
| المجدل              | معذر     | المناره     |
| المنشية             | المنصورة | ناصر الدين  |
| النقيب              | نمرين    | وادي الحمام |
| ياقوق               |          |             |

#### قضاء الناصرة ويضم 4 قرى.
| قرى قضاء الناصرة |       |          |
| صفورية           | معلول | المجيدلة |
| اندور            |       |          |

#### قضاء بيسان ويضم 29 قرية مدمرة هي:
| قرى قضاء بيسان |                      |             |
| الشرفية        | أم عجرة              | البيرة      |
| جبول           | الحمرا ( عرب الحمرا) | تل الشوك    |
| خربة أم صابونة | خربة الزاوية         | الحميدية    |
| زبعة           | خربة الطاقة          | الخنيزير    |
| سيرين          | الطيرة               | دنة         |
| عرب الصفا      | عرب العريضة          | الساخنة     |
| فرونة          | قومية                | السامرية    |
| كوكب الهوا     | المرصص               | عرب البواطي |
| يبلى           | عرب الجزل            | الغزاوية    |
| كفرة           | الفاتور              |             |

قضاء حيفا
يمتد قضاء حيفا من مدينة حيفا، تقدر مساحته بـ 1032 كم2، ويشتمل لواء حيفا 51 قرية مدمرة هي:
| قرى قضاء حيفا |                  |               |
| أبو زريق      | أبوشوشة          | أجزم          |
| أم الزينات    | أم الشوف         | بره القيسارية |
| بريكة         | البطميات         | بلد الشيخ     |
| جبع           | الجلمة           | خبيزة         |
| خربة البرج    | خربة الدامون     | خربة السركس   |
| خربة السعسع   | خربة الشونة      | خربة قمباز    |
| خربة الكساير  | خربة لد          | خربة المنارة  |
| خربة المنصوره | دالية الروحاء    | الريحانية     |
| السنديانة     | السوامير         | صبارين        |
| الصرفند       | الطنطورة         | الطيرة        |
| عتليت         | عرب ظهرة الضميري | عرب الفقراء   |
| عرب النفعيات  | عين حوض          | عين غزال      |
| الغبية التحتا | الغبية الفوقا    | قنير          |
| قيرة          | قيسارية          | كبارة         |
| كفر لام       | الكفرين          | المزار        |
| المنسي        | النغنغية         | هوشة          |
| وادى عارة     | وعرة السريس      | ياجور         |

لواء نابلس
أشهر مدن اللواء هي مدن قضاء نابلس وهي مركز اللواء، كذلك منطقة جنين وطولكرم، وكلّ مدينة تضم في اللواء تشتمل على 6 قرى مدمرة في قضاء جنين و 17 قرية مدمرة في قضاء طولكرم وهي:
| قرى قضاء جنين |        |            |
| خربة الجوفة   | زرعين  | عين المنسي |
| اللجون        | المزار | نورس       |

قرى قضاء طولكرم
| قرى قضاء طولكرم |              |               |
| أم خالد         | بيارة حنون   | تبصر          |
| الجلمة          | خربة بيت ليد | خربة الزبابدة |
| خربة زلفة       | خربة المجدل  | رمل زيتا      |
| غابة كفر صور    | فرديسيا      | قاقون         |
| كفر سابا        | مسكة         | المنشية       |
| وادي الحوارث    | وادي قباني   |               |

لواء يافا
تحتوي هذه المنطقة على يافا والرملة، وأهم مدن قضاء يافا، مدينة يافا الواقعة على ساحل البحر الأبيض المتوسط جنوب مصب نهر العوجا بنحو 7 كم، ويبعد القضاء عن شمال غرب القدس بـ 60 كم. تعدّ هذه المنطقة أهمّ بوابات فلسطين الرئيسية الغربية، ويضم 23 قرية مدمرة. فيما يضم قضاء الرملة 58 قرية مدمرة وهي:
| قرى قضاء الرملة |              |               |
| أبوشوشة         | أبو الفضل    | أدنبة         |
| أم كلخة         | البرج        | برفيلية       |
| البرية          | بشيت         | بيت جيز       |
| بيت سوسين       | بيت شنة      | بيت نبالا     |
| بير سالم        | بير معين     | التينة        |
| جليا            | جمزو         | الحديثة       |
| خربة البوير     | خربة بيت فار | خربة زكريا    |
| خربة الظهيرية   | خروبة        | خلدة          |
| الخيمة          | دانيال       | دير أبو سلامة |
| دير أيوب        | دير طريف     | دير محيسن     |
| زرنوقة          | سجد          | سلبيت         |
| شحمة            | شلتا         | صرفند الخراب  |
| صرفند العمار    | صيدون        | الطيرة        |
| عاقر            | عجنجول       | عنابة         |
| القباب          | القبيبة      | قزازة         |
| قطرة            | قولة         | الكنيسة       |
| اللطرون         | مجدل يابا    | المخيزن       |
| المزيرعة        | المغار       | المنصورة      |
| النبي روبين     | النعاني      | وادي حنين     |
| يبنه            |              |               |

لواء القدس
يحتوي هذا القضاء: القدس، رام الله والخليل، ويضم قضاء القدس 38 قرية مدمرة، فيما يضم قضاء الخليل 16 قرية مدمرة وهي كما يلي:
| قرى قضاء القدس |              |              |
| أشوع           | البريج       | بيت أم الميس |
| بيت ثول        | بيت عطاب     | بيت محسير    |
| بيت نقوبا      | جرش          | الجورة       |
| خربة اسم الله  | خربة التنوير | خربة العمور  |
| خربة اللوز     | دير أبان     | دير رافات    |
| دير الشيخ      | دير عمرو     | دير الهوا    |
| دير ياسين      | راس أبو عمار | ساريس        |
| سفلى           | صرعة         | صطاف         |
| صوبا           | عرتوف        | عسلين        |
| عقور           | علار         | عين كارم     |
| قالونبا        | القبو        | القسطل       |
| كسلا           | لفتا         | المالحة      |
| نطاف           | الولجة       |              |

| قرى قضاء الخليل |             |          |
| برقوسيا         | بيت جبرين   | بيت نتيف |
| تل الصافي       | خربة أم برج | الدوايمة |
| دير الدبان      | دير نخاس    | رعنا     |
| زكريا           | ذكرين       | زيتا     |
| عجور            | القبيبة     | كدنا     |
| مغلس            |             |          |

لواء غزة
ويشمل قضاءي غزة وبئر السبع، ويضم قضاء غزة 45 قرية مدمرة فيما يضم قضاء بئر السبع 3 قرى مدمرة وهي:
| قرى قضاء غزة     |                  |                   |
| أسدود            | بربرة            | برقة              |
| برير             | الباطني الشرقي   | الباطني الغربي    |
| بعلين            | بيت جرجا         | بيت دراس          |
| بيت طيما         | بيت عفا          | تل الترمس         |
| جسير             | الجلدية          | الجورة            |
| جولس             | الجية            | حتّا               |
| حليقات           | حمامة            | الخصاص            |
| دمرة             | دير سنيد         | سمسم              |
| السوافير الشرقية | السوافير الغربية | السوافير الشمالية |
| صميل             | عبدس             | عراق سويدان       |
| عراق المنشية     | عرب صقير         | الفالوجة          |
| قسطينة           | كرتيا            | كوفخة             |
| كوكبا            | المحرقة          | المسمية الصغيرة   |
| المسمية الكبيرة  | نجد              | نعليا             |
| هربيا            | هوج              | ياصور             |

| قرى قضاء بئر السبع |        |         |
| الجمامة            | الخاصة | العمارة |

هذه القرى الّتي أحصيت بعد النّكبة.